# 圣让德蒂拉克
圣让德蒂拉克（法語：Saint-Jean-de-Thurac，法語發音：[sɛ̃ ʒɑ̃ də tyʁak]）是法国洛特-加龙省的一个市镇，属于阿让区。

## 地理
圣让德蒂拉克（44°9'14"N, 0°44'35"E）面积5.12 平方千米，位于法国新阿基坦大区洛特-加龍省，该省份为法国西南部内陆省份，北起多爾多涅省，西接吉倫特省和朗德省，南至热尔省，东临塔恩-加龙省和洛特省。
与圣让德蒂拉克接壤的市镇（或旧市镇、城区）包括：科德科斯特、拉福克斯、圣尼古拉-德拉巴莱尔姆、圣皮埃尔-德克莱拉克、圣罗曼勒诺布勒、索沃泰尔-圣但尼。

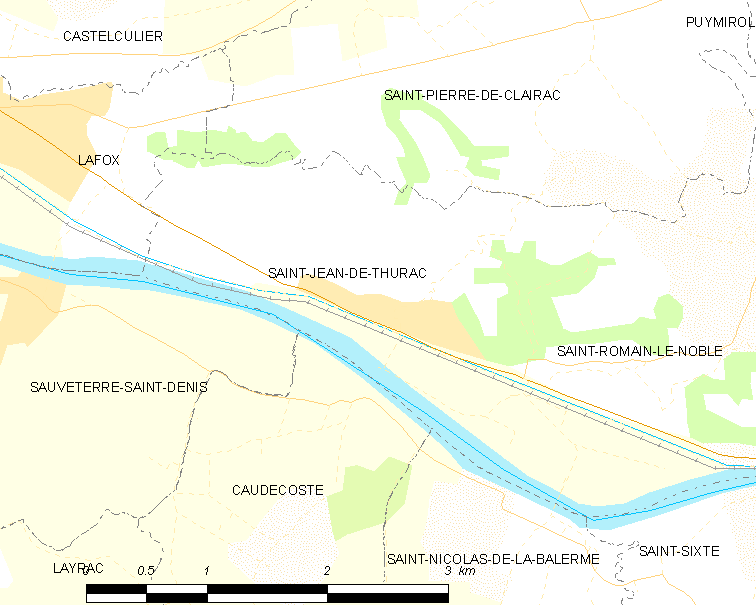
圣让德蒂拉克的OSM定位图

圣让德蒂拉克的时区为UTC+01:00、UTC+02:00（夏令时）。

## 行政
圣让德蒂拉克的邮政编码为47270，INSEE市镇编码为47248。

## 政治
圣让德蒂拉克所属的省级选区为东南阿日奈县。

## 人口

1962-2008年间圣让德蒂拉克人口变化图示

圣让德蒂拉克于2022年1月1日时的人口数量为560人。